# Joué-l'Abbé
Joué-l'Abbé is een gemeente in het Franse departement Sarthe (regio Pays de la Loire). De plaats maakt deel uit van het arrondissement Le Mans. Joué-l'Abbé telde op 1 januari 2022 1.275 inwoners.

## Geografie
De oppervlakte van Joué-l'Abbé bedroeg op 1 januari 2022 10,39 vierkante kilometer; de bevolkingsdichtheid was toen 122,7 inwoners per km².

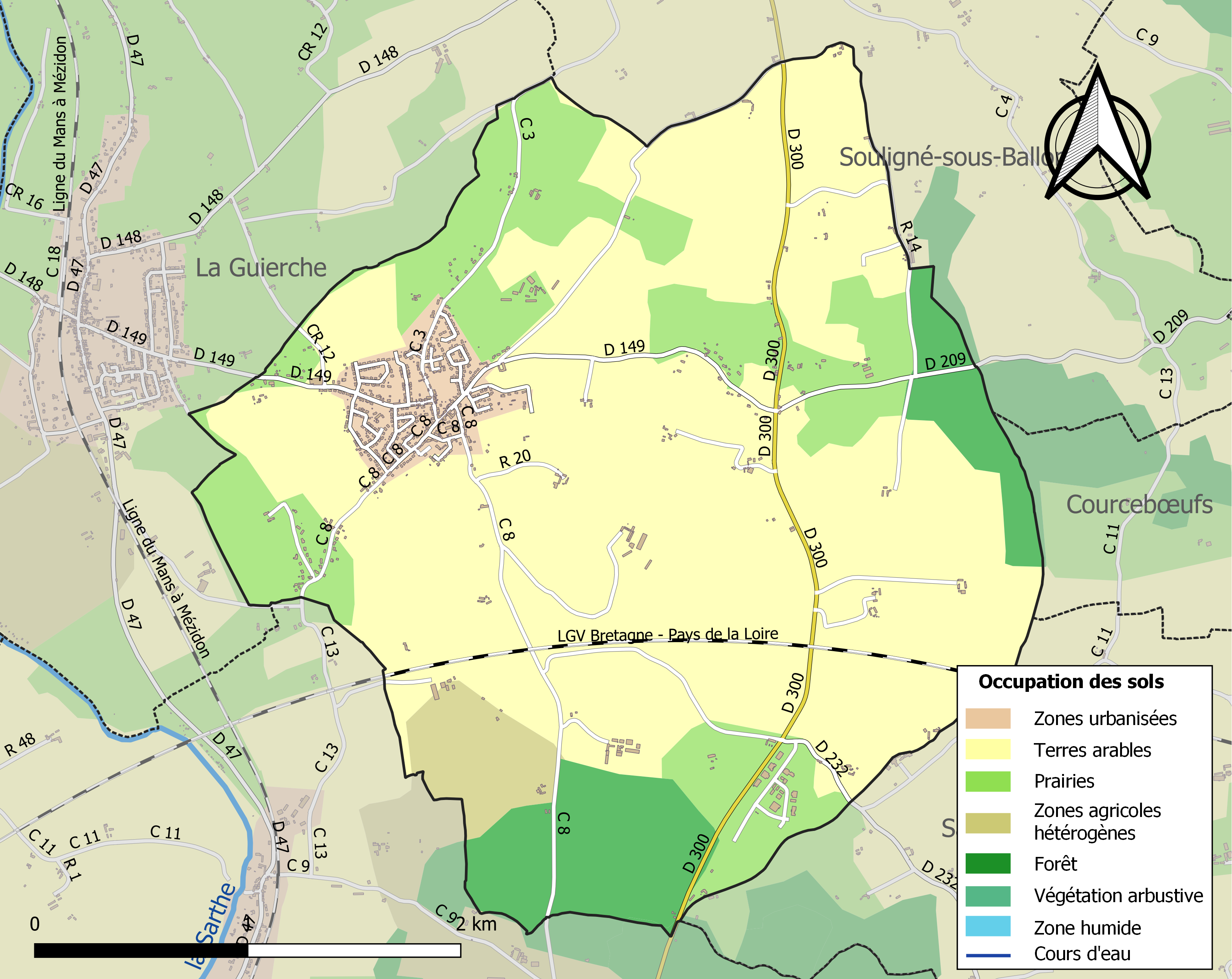
Kaart van de gemeente met de belangrijkste infrastructuur, bodemgebruik en omliggende gemeenten

## Demografie
Onderstaande figuur toont het verloop van het inwonertal (bron: INSEE-tellingen).